# De zeven levens van de sperwer
De zeven levens van de sperwer is een historische stripreeks van de Franse striptekenaar André Juillard en landgenoot scenarioschrijver Patrick Cothias. Het verhaal speelt zich af in de 17e eeuw, tijdens de regeringsjaren van Hendrik IV en is realistisch getekend. De serie liep van 1983 (Franse albumstart) tot 1991, na een onderbreking van drieëntwintig jaar verscheen er in 2014 weer een nieuw deel. In de tussenliggende periode verscheen nog wel een vervolg op de serie in de cyclus wuivende veder. Het elfde deel van de reeks dat in 2022 verscheen werd getekend door Milan Jovanovic. De serie wordt uitgegeven door Glénat Benelux. 

## Verhaal
Ariane de Troïl is het belangrijkste personage uit de reeks. Als zij in 1601 geboren wordt in Frankrijk, is de godsdienstoorlog met het edict van Nantes nog maar een paar jaar geëindigd. De oorlog heeft diepe sporen getrokken en koning Hendrik IV probeert met veel moeite vrede en rust in het land te bewerkstelligen, want er lopen nog steeds religieuze fanatici rond. Aan het hof is het onrustig tussen de Italiaanse partij, de katholieken en de protestanten. Ondertussen leeft het volk in bittere armoede onder het juk van de aristocratie. In die omstandigheden verschijnt een gemaskerde strijder ten tonele: de Sperwer, een soort Robin Hood die strijdt voor rechtvaardigheid.

## Albums
| Nummer | Titel                    | Verschenen | Uitgeverij        |
| ------ | ------------------------ | ---------- | ----------------- |
| 1      | Het sneeuwkind           | 1986       | Uitgeverij Glénat |
| 2      | Het uur der honden       | 1986       | Uitgeverij Glénat |
| 3      | De meiboom               | 1987       | Uitgeverij Glénat |
| 4      | Hyronimus                | 1989       | Uitgeverij Glénat |
| 5      | De meester van de vogels | 1990       | Uitgeverij Glénat |
| 6      | Duivelswerk              | 1991       | Uitgeverij Glénat |
| 7      | Het teken van de Condor  | 1991       | Uitgeverij Glénat |
| 8      | Vijftien jaar later      | 2014       | Dargaud           |
| 9      | Wat een wereld           | 2021       | Dargaud           |
| 10     | De zoon van Ariane       | 2022       | Dargaud           |